# Danijela Jackovich
Danijela Jackovich (New Lenox, 4 de novembro de 1994) é uma jogadora de polo aquático australiana.

## Carreira
Danijela Jackovich formou-se na Universidade de Stanford em 2017 e competiu em sua equipe esportiva. Ela jogou com a equipe estudantil dos EUA na Universiade em 2015 e 2017. Em 2015 ela terminou em quinto lugar, marcando cinco gols no torneio. Em 2017 venceu com a seleção dos Estados Unidos, desta vez marcou três gols no torneio. Depois de estudar, ela foi para a Austrália e jogou pelo Cronulla Sharks. Ela obteve a cidadania australiana em 2021.
Ela fez sua estreia pela seleção australiana em 2024. Na Copa do Mundo de 2024, em Doha, as australianas perderam por 9–10 para o time dos Estados Unidos nas quartas de final e terminaram em sexto lugar. Nos Jogos Olímpicos de Verão de 2024, em Paris, conquistou a medalha de prata no torneio feminino do polo aquático, após confronto na final contra a equipe espanhola.